# アンティオコス5世エウパトル
アンティオコス5世エウパトル（古代ギリシア語: Αντίοχος Ε' Ευπάτωρ、紀元前172年 – 紀元前161年） は、セレウコス朝の君主。紀元前164年から紀元前161年まで在位した。
ローマ人により王に任命され、リュシアスを摂政として執政した。

## 生涯

### 即位
父王のアンティオコス4世と母のラオディケ4世はペルシャ（パルティア）で急死した。そのため、アンティオコス5世がわずか9歳で王位を継承した。アンティオコス4世にシリアを任されていたリュシアスが摂政を務めた。
セレウコス4世（先々代の王）の息子で正当な後継者のデメトリオスはローマの人質となっていた。ローマ元老院は22歳のデメトリオスより少年のアンティオコスと摂政のリュシアスによって統治されるほうが都合が良く、帰国することを拒否した。